# Прованские войны
Прованские войны — серия политических и военных конфликтов 1121—1185 годов, вызванных каталонской экспансией в Провансе и Лангедоке. Борьба за обладание графством Прованс велась между Барселонским домом и графами Тулузы при участии влиятельных местных родов (Транкавелей, де Бо, Монпелье и других), и была тесно переплетена с конфликтами в соседних регионах: пизанско-генуэзскими войнами, борьбой графов Тулузы с герцогами Аквитании и английскими королями.

## Прованское наследство
В 1093 году, со смертью Бертрана II, последнего графа Арльского, Прованская династия, основанная Бозоном II в начале 10 века, угасла в мужской линии. Жильбер (Герберт) Жеводанский, зять графа Бертрана, унаследовал Нижний Прованс, где правил до своего убийства в 1110/1111 году. Его вдова Герберга, сестра Бертрана, искала поддержки могущественной династии, чтобы восстановить власть графов Прованса. Её выбор пал на Барселонский дом, который с середины XI века распространил своё влияние за Пиренеи до Каркассе.
В феврале 1112 года Герберга начала двойную процедуру, чтобы передать титул графа Прованса Рамону Беренгеру III Барселонскому. Для начала она оставила все права, которые она унаследовала от своих родственников и от мужа на графства Прованс, Жеводан, Карла и Родез своей дочери Дульсе. Более того, она отстранила от наследования свою вторую дочь, Стефанетту, вышедшую впоследствии замуж за Раймонда де Бо, главу влиятельного дома. Затем она выдала Дульсу за Рамона Беренгера со всеми владениями, которые ей были переданы. В январе 1113 года Дульса сама утвердила уступку своих земель мужу. Граф Барселоны стал ещё и графом Прованса. Подобное усиление Барселонского дома не могло не вызвать противодействия как в самом Провансе, так и вне его.

## Утверждение господства Барселонского дома
Провансальская знать, понимая, что пришествие могущественного сеньора лишит её самостоятельности, встала в оппозицию. Прибыв в Арль, граф столкнулся с семьей Брюсанс-Пальоль из Экс-ан-Прованса, мятеж которой стоил жизни Жильберу Жеводанскому. Он их смирил и подчинил районы Экса и Сен-Максимена, до этого временами ускользавшие от графского контроля. В 1116 году почти все земли мятежников были уступлены Раймонду де Бо, свояку Рамона-Беренгера, бывшему в ту пору его верным вассалом.

## Начало конфликта
Тулузский дом, традиционный противник лангедокской экспансии каталонцев, не мог равнодушно наблюдать, как граф Барселоны закрепляется в Провансе. Юный граф Альфонс Иордан, вернувшийся из Святой Земли, заявил свои претензии на Прованс, хотя его собственное владение, Тулуза, ещё в 1114 году было захвачено Гильомом IX Аквитанским. В 1119 году герцог Аквитании вместе с сыном Гильомом отправился в Пуату, а затем с войском в Арагон на помощь королю Альфонсу против мавров. После его ухода жители Тулузы восстали, изгнали аквитанского наместника и призвали к себе Альфонса Иордана. Тот приехал не сразу; он находился в долине Роны, занятый спором с Рамоном Беренгером III по поводу раздела Прованса.
Тулузские графы носили титул маркизов Прованса, унаследованный от Эммы Прованской, дочери Ротбальда III, графа-соправителя Прованса из младшей ветви, вышедшей замуж за Гильома Талайфера. На основании этого родства потомки Гильома претендовали на графство Прованс.
Около 1120 года Гильом IX, намеревавшийся вернуть Тулузу, заключил с Рамоном Беренгером III союз против Альфонса, а тот, в свою очередь объединился с виконтом Каркассона Бернаром Атоном IV Транкавелем. Самого Бернара Атона жители Каркассона изгнали из города 24 августа 1120 года, возможно, по наущению Рамона Беренгера. Знать Тулузена также разделилась на два лагеря: виконт Нарбоннский Эмери II стоял за графа Прованса, а нарбоннский архиепископ Арно де Левезон — за Альфонса. К 1122 году Альфонс в основном вернул себе Тулузское графство, после чего сосредоточился на борьбе за Прованс.
Около 1121 года Альфонс Иордан начал военные действия против каталонцев на правом берегу Роны, у Сен-Жиля, Бокера и в Аржансе. Подробности войны известны недостаточно, но очевидно, что граф Барселонский был сильнее. В 1123 году граф Тулузский укрылся в Оранже, который каталонцы тут же осадили. Тем временем тулузское ополчение взяло замок Нарбоннуа, где закрепился бывший аквитанский наместник Тулузы, а затем двинулось на Оранж и вынудило барселонские войска снять осаду, дав возможность Альфонсу вернуться в свои владения. Осада Оранжа была весьма жестокой, в ходе неё был разрушен кафедральный собор. Аббатство Сен-Жиль, вставшее на сторону графа Барселоны, было захвачено Альфонсом, а настоятель и монахи изгнаны. За это граф Тулузский был отлучен от церкви, а на его владения наложен интердикт.

## Мир 1125 года и раздел Прованса

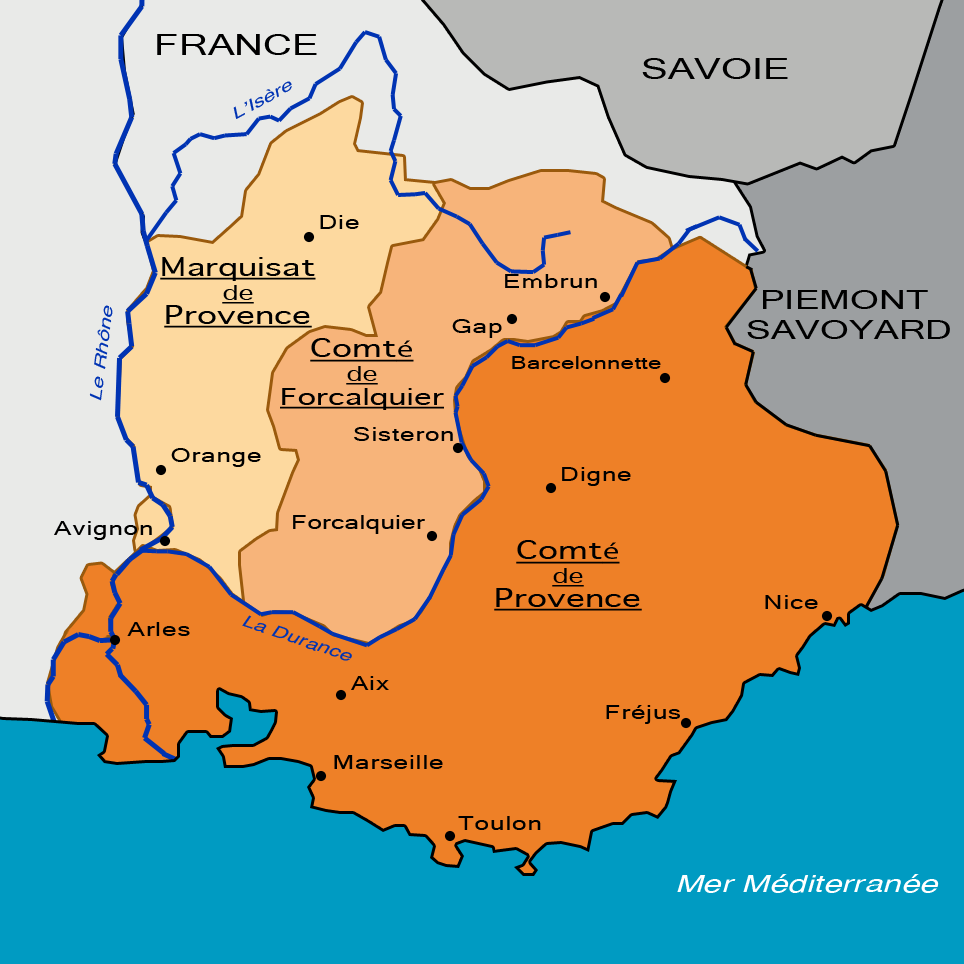
Раздел Прованса по договору 1125 г.

Мир был заключён 16 сентября 1125 года. По этому договору Альфонс Иордан сохранил господство, скорее теоретическое, чем реальное, над Конта-Венессеном, графством Форкалькье и Дофине.
Рамон Беренгер, Дульса и их дети уступили Альфонсу де Сен-Жилю замок Бокер, южную часть земли Аржанс на правом берегу Роны, и всю территорию Прованса от Дюранса до Изера, с замком Валабрег. Территории, доставшиеся Альфонсу, должны были перейти к его детям от Файтиды, в случае же отсутствия в этом браке потомства, возвращались к графу Прованскому.
Граф Барселоны удержал всю территорию между Роной, Дюрансом, Альпами и морем. Кроме того, он сохранил за собой несколько анклавов на тулузских землях: часть Аржанса между Фурком и Сен-Жилем, а также в Конта-Венессене: половину городов Авиньон, Сорг, Ле-Понте, и замки Тор и Комон.
Таким образом на северо-западе Прованса образовалось феодальное владение, известное как Прованский маркизат, и находившееся под властью Тулузского дома. Впрочем, этот раздел территорий лишь на время остановил вражду.

## Конфликт из-за графства Мельгёй
Смерть Рамона Беренгера III в 1131 году возобновила противостояние Барселоны и Тулузы. Граф разделил свои владения, отдав старшему сыну Рамону Беренгеру IV Барселону, а второму сыну Беренгеру Раймонду Прованс.
Рамон-Беренгер IV в 1137 году стал регентом Арагона от имени своей невесты Петрониллы, дочери Рамиро II Монаха, затем, когда инфанта достигла брачного возраста, женился на ней (1151 год) и стал принцем-консортом.
Беренгер-Раймонд в 1132 году был помолвлен с Беатрисой, графиней де Мельгёй, богатые владения которой стали новым яблоком раздора в борьбе за влияние между домами. Гильем VI де Монпелье, опекун Беатрисы, оказал в новом конфликте поддержку Беренгеру-Раймонду. Альфонс Иордан выступил против этого брака, однако, до настоящей войны дело, вероятно, не дошло, хотя в 1133 году граф Тулузский стоял с войсками на берегу Роны на границе Прованса.
В сентябре 1134 года был заключён мир между Тулузой и Провансом с Монпелье; Альфонс Иордан согласился на брак Беатрисы с графом Прованса, который был заключён в следующем году.

## Первая боссанская война
В начале 1140-х годов Альфонс Иордан возобновил борьбу с Барселонским домом, выставив против графа Прованса целую коалицию. Он заручился поддержкой Раймонда де Бо, предъявившего претензии на прованское наследство от имени своей жены. Менее значительные семейства, такие как де Фос и де Ламбеск, зависевшие от Боссанов, также поддержали Тулузу.
Результатом стала жестокая война, опустошавшая Прованс в течение 8 лет (1142—1150 годы), и разделившая тамошних баронов: согласно легенде, 64 из них, имена которых приводит Жан де Нострдам, встали за Раймонда де Бо, а 63 были на стороне Беренгера Раймонда.
Архиепископом Арля в 1142 году стал Раймонд де Монтредон (1142—1160), родом из Лангедока и склонявшийся на сторону Тулузы. Альфонсу Иордану не хватало только поддержки генуэзского и пизанского флота, чтобы изменить в свою сторону баланс сил в ходе военных операций, развернувшихся на побережье и в лагунах Лангедока. Графу Тулузскому удалось временно примирить две враждующие республики, консулов которых он принял в Сен-Жиле. 5 сентября 1143 года был подписан договор между Тулузой, Генуей и Пизой.
В следующем году во время боя в порту Могио, атакованном генуэзскими галерами, был убит Беренгер Раймонд, пронзенный стрелами генуэзских арбалетчиков.
Беренгер Раймонд оставил от Беатрисы де Мельгёй сына Раймонда Беренгера II (Юного), семи лет от роду. Он был отправлен в Барселону к дяде Рамону Беренгеру Старому, который занялся его воспитанием и представлением его интересов в Провансе.

### Золотая булла Конрада III
Раймонд де Бо направился в Вюрцбург ко двору короля Конрада III, чтобы выпросить у него инвеституру на Прованское графство. В этом деле он нашёл сторонника в лице секретаря императора аббата Вибальда из Ставло. Штауфены также были недовольны усилением Барселонского дома, но опасались оказаться втянутыми в борьбу с могущественным Рамоном Беренгером Старым, регентом Арагона. А потому король ограничился половинчатым решением: золотой буллой, изданной 4 августа 1145 года в Вюрцбурге, он предоставил Раймонду право чеканить монету в Тренкетае, и дал ему как фьеф все земли, которыми обладал его отец Гильом, сын Гуго де Бо, и все, которыми владели граф Жильбер и его жена Герберга, отец и мать Стефанетты. При этом он нигде не указал, что речь идет именно о Прованском графстве, оставив, таким образом, в документе намеренную неясность. Подобная инвеститура, хотя и поставила под сомнение права Барселонского дома на Прованс, однако не могла принести большой пользы Раймонду де Бо.

### Кампания Рамона Беренгера IV
В феврале 1147 года Рамон Беренгер IV высадился в Тарасконе, где принял оммаж тридцати провансальских баронов. Затем он прошёл по Провансу до самых Альп и, сочетая военные успехи с ловкой дипломатией, принял присягу ещё от 50 сеньоров, оторвав таким образом от Раймонда де Бо многих сторонников. За несколько месяцев знать графства была подчинена. Кроме того, после отъезда Альфонса Иордана в том же году в крестовый поход в Сирию, тулузские атаки на графство Мельгёй и роданскую границу Прованса ослабли. Хотя вскоре Рамон Беренгер IV был вызван в Испанию и не успел закончить кампанию, Раймонд де Бо, лишившийся поддержки в графстве, был вынужден отказаться от борьбы. Он отправился в Барселону просить мира и умер там в 1150 году.

### Арелатский мир
Стефанетта де Бо и её сыновья продолжали вооружённую борьбу до 1150 года. После смерти Раймонда де Бо Стефанетта отправила двух старших сыновей, Гуго и Гильома, в Барселону, принести оммаж Рамону Беренгеру IV и Раймонду Беренгеру II, которому тогда было 13 лет, и просить его вернуться в Прованс, чтобы заключить мир. Договор, названный окончательным, был подписан в Арле в сентябре 1150 года. На этот раз на семью де Бо были наложены тяжелые условия: в арлезианские замки Порталодоза и Тренкетай должно было быть введено ополчение графства, земли, переданные Раймонду де Бо в 1116 году, переходили к графу, наконец, род де Бо должен был отказаться от «дурных обычаев», мешавших коммерции на Роне. В случае неисполнения этих обещаний, а особенно передачи замка Тренкетай, Гуго де Бо, старший из братьев, обязывался стать заложником вплоть до их выполнения.

## Вторая боссанская война
И все равно потребовалось ещё две войны, чтобы смирить сеньоров де Бо, которые, по справедливому замечанию аббата Папона, были «слишком гордыми, чтобы зависеть от графов Прованса, но слишком слабыми, чтобы им противостоять».
Гуго II де Бо наследовал Раймонду и вскоре отказался выполнять условия договора, под предлогом, что во время его заключения был слишком юн и составители трактата злоупотребили его молодостью. Это было с его стороны преувеличением, так как впервые он упоминается вместе с отцом и матерью в хартии, датированной маем 1121 года, а следовательно, в 1150 году ему было не менее тридцати лет.
Гуго и его братья с самого начала постарались заручиться поддержкой императора и в 1153 году направили послание канцлеру Вибальду из Ставло. В 1155 году Фридрих Барбаросса подтвердил буллу Конрада III, и Стефанетта с сыновьями снова взялись за оружие. Их рейды совершались из замка Тренкетай, который Рамон-Беренгер в ходе этой войны долго и безуспешно осаждал. В конечном счете в 1156 году в Сен-Трофене был подписан договор, повторявший прежний, от 1150 года. Братья снова пообещали передать графу замки и земли Тренкетая, Кастийона и Витролля.

## Тулузский поход Генриха II
В 1158 году Рамон Беренгер IV и Генрих II Английский, бывший также герцогом Аквитании, договорились о совместных действиях против Тулузы. Аквитанские герцоги имели по женской линии примерно такие же права на Тулузу, как графы Тулузские на Прованс. К союзу против Тулузы примкнули виконт Каркассона Раймонд Транкавель и сеньор Монпелье. В следующем году Генрих двинулся на Тулузу во главе большой и блестящей армии (в походе участвовали многие влиятельные вассалы короля как с континента, так и с острова Британии, например, король Шотландии); несколько позднее должны были подойти арагонско-каталонские войска. Соединение двух армий, однако, не состоялось. Граф Тулузы обратился за помощью к своему сюзерену, королю Франции, и Людовик VII, бросившийся на выручку с небольшими силами, сумел опередить англичан и войти в город до начала осады. Обложив Тулузу, Генрих II узнал, что там находится французский король; Плантагенет не решился нарушить феодальные обычаи и действовать против монарха, который был и его сюзереном, и отступил до подхода союзников.

## Третья боссанская война
В 1160 году Гуго де Бо при негласной поддержке императора снова отказался выполнять соглашение с графом Прованса. На помощь де Бо пришёл Раймунд V Тулузский, который осадил и взял Везон (1161 год). Раймонд Беренгер II спешно собрал войска, занял Арль и осадил Тренкетай. В конце концов, он атаковал замок с реки, с помощью поставленного на корабли деревянного укрепления, высота которого позволяла осыпать осажденных метательными снарядами. Эта осада была примечательным событием в местной истории.
В 1161—1162 годах замок Бо был осажден каталонцами при участии войск виконта Раймонда Транкавеля, виконтессы Нарбонна и сеньора Монпелье. К этому времени граф Барселоны, дабы заручиться поддержкой императора, решил поменять политическую ориентацию (он был сторонником Александра III). Договорились о браке Раймонда Беренгера II и племянницы Барбароссы Рихицы, дочери Владислава II, короля Польши, вдовы Альфонса VII Кастильского, носившей титул «императрицы Испании». Летом 1162 года графы Барселоны и Прованса отправились в Турин, где Барбаросса отдыхал после разрушения Милана. Едва достигнув генуэзского берега, Рамон Беренгер IV умер в Борго-Сан-Дальмаццо 7 августа 1162 года. Раймонд Беренгер II принёс императору оммаж за Прованс, и тот отозвал актом от 18 августа 1162 года оба диплома об инфеодации, выданных семейству де Бо. Диплом 1145 года он отозвал под предлогом того, что Конрад никогда не видел Раймонда, а потому не мог дать ему инвеституру осязательно, как того требовали феодальные обычаи, а свой собственный — потому что, передавая Гуго земли Жильбера и Герберги, он упустил тот факт, что речь шла о графстве Прованс.
Император дал в лен Раймонду Беренгеру II Юному графство Прованс между Дюрансом, Роной, морем и Альпами, таким, каким его определил раздел 1125 года, так же как город Арль, за исключением того, чем владел в течение ста лет архиепископ Арльский, наконец, Форкалькье, граф которого должен был, под угрозой лишения владений, принести клятву верности графу Прованскому. А этого последнего император обязал признать папой Виктора IV и не пускать в свои владения ни Роланда (Александра III), ни его кардиналов.
Он добавил, что Гуго де Бо должен защищаться от обвинений в измене путём судебного поединка, и если он будет признан виновным, то потеряет землю Бо, которая перейдет к графу; если же он оправдается, то граф должен будет отправить его ко двору императора, а замок передать его уполномоченным.
Война была проиграна, а мятежный дом де Бо совершенно разгромлен. Многие земли были потеряны, цитадели рода, Тренкетай и Бо, разрушены, так же как 80 других укреплений Боссанов. В следующем году умерла Стефанетта де Бо.

## Прованская кампания Раймонда Беренгера II
Заключив договор с императором, Раймонд Беренгер, граф Прованса, отправился из Пьемонта в Барселону, чтобы принять опеку над Альфонсом II, наследником короны Арагона. Он оставался там два года, занимаясь делами управления вместе с королевой Петрониллой. Передав управление регентскому совету, он вернулся в Прованс, чтобы провести военную кампанию с целью подчинения востока графства. С графом Тулузским после окончания боссанских войн сохранялся мир, в 1165 году между Тулузой и Провансом даже был заключён союз, направленный против графа Форкалькье. Для закрепления мира наследник Раймонда V в октябре 1165 года был помолвлен с единственной дочерью графа Прованса Дульсой. Раймонд Беренгер II добился нейтралитета Генуи, заключив с ней в октябре 1165 года в Арле мирный договор. Затем он прошёл с войсками до Грасса, где утвердил владения епископа Антиба, одного из основных союзников графа Прованса в этом регионе. После этого граф начал осаду Ниццы при содействии генуэзского флота. В ходе этой осады весной 1166 года Раймонд Беренгер был смертельно ранен выстрелом из арбалета.

## Война 1166—1176 годов
Раймонд V Тулузский попытался воспользоваться гибелью Раймонда Беренгера, чтобы завладеть Провансом. Граф Тулузский расторг помолвку сына, чтобы самому жениться на матери Дульсы. Однако, регентский совет Арагона не захотел уступать Прованс. Весной 1166 года Альфонс прибыл в Авиньон, а в долине Аржанса и Камарге начались бои между каталонцами и тулузцами.
Возобновление борьбы потребовало найти союзников. Кроме поддержки сеньора Монпелье, король Альфонс заручился союзом с провансальским епископатом. Архиепископ Арля уступил ему свои права на замки Альбарон и Фос, первостепенные стратегические пункты, прикрывавшие Камарг и заводь Берра. Затем Альфонс постарался примириться с семьей де Бо, и ему это отчасти удалось, по крайней мере, войска Бертрана I де Бо присоединились к каталонцам. Потом он заключил с генуэзцами мир, завершивший старый конфликт. В конце 1166 Альфонс II закрепился в замке Альбарон, где был осажден Раймондом V. Тулузские войска штурмом взяли замок и королю удалось спастись лишь потому, что Бертран де Бо посадил его на круп своей лошади и перевез через дельту Роны в Арль. Весной 1167 года генуэзский флот сыграл важную роль в отвоевывании Альбарона у Раймонда V. К концу года Альфонсу удалось утвердить свою власть в Провансе.
Выбитый из Прованса Раймонд V готовил ответный удар, но из-за возросшей угрозы со стороны Генриха II был вынужден отменить поход.
Обеспечив границу по Роне, каталонцы атаковали Лангедок. Военные действия развернулись в районах Безье и Нима, владениях дома Транкавелей, которые в ходе этой войны поддерживали то арагонцев, то Раймонда V. Генуя снова переменила лагерь, перейдя на сторону Тулузы, и подчинив Монпелье, главную базу арагонцев в Лангедоке, с помощью суровой блокады, а виконт Роже Транкавель и король Арагона безуспешно осаждали Безье.

### Административные перемены в Провансе
После смерти Раймонда Беренгера II Прованское графство наследовала его дочь Дульса II, но Альфонс II уже в 1167 году сумел отстранить её от власти, воспользовавшись малолетством и тем, что у неё не нашлось защитников, и объявил себя графом Прованса. По счастливой случайности Дульса умерла, не успев выйти замуж, а потому некому было оспаривать явную узурпацию.
Перед возвращением в Арагон Альфонс в 1168 году передал управление Провансом, Роде и Жеводаном брату Раймонду Беренгеру III, сохранив за собой верховную власть.

### Окончание войны
В 1171 году граф Тулузы заключил мир с Транкавелем, разорвавшим свой союз с королём Арагона.
В свою очередь Альфонс постарался создать угрозу тулузскому флангу. В 1170 году он принял оммаж от Марии, виконтессы Беарна, незадолго до её брака с Гильомом Рамоном де Монкадой, верным сторонником Арагона. В октябре 1175 года Сентул III, граф Бигорры, также принёс оммаж графу Барселоны. Усиление позиций каталонцев вместе с ростом оппозиции городского патрициата вынудило графа Тулузского согласиться на переговоры при посредничестве короля Генриха II. Мир был заключён 18 апреля 1176 года на острове Жарнег (Герника) на Роне, между Тарасконом и Бокером. Он восстанавливал границу, установленную договором 1125 года.
Раймонд V отказался от всех прав, которые у него могли быть на Прованс, Жеводан и Карла вследствие брака с Рихицей. Также он отказывался от своих завоеваний в графстве Мельгёй и окрестностях Альбарона. Взамен Альфонс возвращал то, что было захвачено из его доменов в Жеводане, и обещал выплатить 31 тыс. марок серебром.

## Укрепление арагонской власти в Провансе
Закончив войну на западе, Альфонс с братьями Раймондом Беренгером и Санчо летом 1176 года предпринял поход на восток, чтобы подчинить непокорную Ниццу. Король-граф признал консульское правление в городе, но наложил на жителей штраф в 25 тысяч су, ежегодную подать в две тысячи, и обязал выставлять ополчение. Утвердив свою власть, Альфонс передал Прованс брату Раймонду Беренгеру, формально ставшему графом в декабре 1178 года. Каталонцы чувствовали себя настолько уверенно, что Альфонс даже отсоветовал брату приносить оммаж императору, формальному королю Арля и Вьенна и сюзерену Прованса. Когда Фридрих Барбаросса прибыл в Прованс и 30 июля 1178 года короновался в Арле в соборе Сен-Трофен, Раймонд Беренгер демонстративно проигнорировал эту церемонию. Императору, недавно потерпевшему поражение в Италии, пришлось проглотить и это.

## Война 1179—1185 годов
В 1179 году война с Тулузой вспыхнула вновь. Третий Латеранский собор осудил катаров и декретировал конфискацию владений еретиков. Альфонс прибыл в Прованс. Виконты Безье, подозреваемые в связях с катарами, опасались враждебных действий со стороны графов Тулузы, а потому принесли оммаж Альфонсу. Их примеру последовали другие сеньоры Лангедока. Транкавели начали наступление на Тулузу, но Раймонд V отразил их вторжение. Раймонд Беренгер сменил своего брата, уехавшего в Арагон, и командовал войсками, пока не был убит людьми Адемара де Мюрвьеля в Монпелье во время Пасхи 1181 года. Возмездие не заставило себя ждать: король Альфонс пересек Пиренеи, взял замок Мюрвьель, разрушил его, а всех жителей, которые попали ему в руки, убил. Затем осадил Фурк, тулузскую базу в долине Аржанса, двумя лье ниже Бокера, взял ещё несколько замков и подошёл к Тулузе, перед которой встал лагерем. Раймонд V не осмелился с ним сразиться и бежал в Аквитанию просить помощи у короля Англии.
В 1183 году Альфонс II и виконтесса Нарбонна соединились с Генрихом II против Молодого короля, а тот призвал на помощь графа Тулузы. В том же году между графом Тулузы и королём Арагона был заключён мир, который вскоре был нарушен.
После гибели Раймонда Беренгера III графом Прованса был назначен другой брат Альфонса Санчо; в 1183 году ему были переданы как фьеф графства Родез, Жеводан и Карла. Уже через несколько месяцев Санчо предал своего брата, заключив союз с Тулузой, Генуей и Гильомом де Форкалькье, чтобы захватить Марсель. В 1185 году Альфонс прибыл в Лангедок. Вновь состоялась встреча на Роне, где был подтвержден мирный договор 1176 года. Затем Альфонс сместил брата и назначил управлять Провансом графа Роже Бернара де Фуа.

## Итоги
Каталонцам удалось утвердить свою власть над большей частью Прованса, преодолев внешнее и внутреннее сопротивление. Однако расширить свои владения в Лангедоке не удалось, поскольку виконты Безье, Каркассона и Нима, охотно вступавшие в союз с каталонцами против своего сеньора графа Тулузского, вовсе не желали менять слабую власть Тулузского дома на более твёрдый барселонский режим.
Если бы для графов Тулузы не начался период внутри- и внешнеполитических осложнений, то войны за Прованс могли бы продолжаться неопределённо долго. Конфликт между Тулузой и Провансом возобновился (в несколько иных условиях) по окончании Альбигойских войн, закончившись лишь в середине XIII века, когда и Лангедок и Прованс оказались в руках французов.